# Mirjana Bilić
Pour les articles homonymes, voir Bilić.
Mirjana Bilić (Alphabet cyrillique serbe: Mирјана Билић), née le 11 mai 1936 à Bačka Topola, est une ancienne gymnaste serbe qui représentait la Yougoslavie aux Jeux olympiques d'été de 1960.